# Episodi di You Me Her (terza stagione)
La terza stagione della serie televisiva You Me Her, composta da 10 episodi, è andata in onda sul canale televisivo Audience Network, dal 20 marzo al 22 maggio 2018.
In Italia la stagione è stata interamente pubblicata il 1º giugno 2018 su Netflix.
| nº | Titolo originale                                   | Titolo italiano                                               | Prima TV USA   | Pubblicazione Italia |
| -- | -------------------------------------------------- | ------------------------------------------------------------- | -------------- | -------------------- |
| 1  | Dickless in Seattle                                | Single a Seattle                                              | 20 marzo 2018  | 1º giugno 2018       |
| 2  | I Said Make Up                                     | Ho detto fate la pace!                                        | 27 marzo 2018  | 1º giugno 2018       |
| 3  | Tourist Lesbians and Millennial Twats              | Lesbiche di passaggio e millennial inetti                     | 3 aprile 2018  | 1º giugno 2018       |
| 4  | Inconceivable!                                     | Inconcepibile!                                                | 10 aprile 2018 | 1º giugno 2018       |
| 5  | Welcome to the Tiger Cage                          | La gabbia dei leoni                                           | 17 aprile 2018 | 1º giugno 2018       |
| 6  | Fool Me Once? Shame on You. Fool Me Twice? Blow Me | Mi freghi una volta? Colpa mia. Ma una seconda volta? Vaff... | 24 aprile 2018 | 1º giugno 2018       |
| 7  | Hold Onto Your Ovaries                             | Tieni a freno le ovaie                                        | 1º maggio 2018 | 1º giugno 2018       |
| 8  | The Insidious Lure of Pumpkin Spice                | Lo strano fascino del latte macchiato                         | 8 maggio 2018  | 1º giugno 2018       |
| 9  | Asshole, Other Asshole, and the Depressive Muppet  | Due str**i e la marionetta depressa                           | 15 maggio 2018 | 1º giugno 2018       |
| 10 | You Be You And I'll Be Me                          | Tu sei tu e io sono io                                        | 22 maggio 2018 | 1º giugno 2018       |

## Single a Seattle
- Titolo originale: Dickless in Seattle
- Diretto da: Sara St. Onge
- Scritto da: John Scott Shepherd

### Trama
Quattro mesi dopo essersi trasferita a Seattle per un nuovo lavoro, Emma si sta facendo strada verso la dirigenza della Pinnacle, accanto alla sua nuova fidanzata Kylie. Intanto Jack e Izzy stanno convivendo nel loro nuovo loft nel centro di Portland, mentre Carmen e la sua nuova vicina Hannah fondano una rivista di stile di vita.

## Ho detto fate la pace!
- Titolo originale: I Said Make Up
- Diretto da: Sara St. Onge
- Scritto da: John Scott Shepherd

### Trama
Il giorno del divorzio tra Jack ed Emma si sta avvicinando e Izzy rincontra suo padre che vuole ristringere un rapporto con lei, dopo averla abbandonata molti anni prima, a causa del suo alcolismo. Nel mentre Nina fa vari esperimenti durante i suoi appuntamenti, per dimostrare le sue tesi.

## Lesbiche di passaggio e millennial inetti
- Titolo originale: Tourist Lesbians and Millennial Twats
- Diretto da: Sara St. Onge
- Scritto da: John Scott Shepherd

### Trama
Emma, tornata a Portland per riprendersi le sue cose, ha un rapporto sessuale con Jack e Izzy, decidendo tuttavia successivamente di andarsene da loro, a causa del rimorso per Kylie che la sta aspettando a Seattle. Intanto Carmen e Dave discutono a riguardo delle loro responsabilità genitoriali.

## Inconcepibile!
- Titolo originale: Inconceivable!
- Diretto da: Sara St. Onge
- Scritto da: Natalie Renée Shepherd

### Trama
Emma nasconde alla fidanzata di essere rimasta incinta di Jack, l'ultima volta che è stata a Portland.

## La gabbia dei leoni
- Titolo originale: Welcome to the Tiger Cage
- Diretto da: Sara St. Onge
- Scritto da: John Scott Shepherd

### Trama
Emma confessa a Jack di essere rimasta incinta e decide di tenere il bambino, nonostante l'opposizione di Kylie che vorrebbe che Emma abortisse.

## Mi freghi una volta? Colpa mia. Ma una seconda volta? Vaff...
- Titolo originale: Fool Me Once? Shame on You. Fool Me Twice? Blow Me
- Diretto da: Sara St. Onge
- Scritto da: John Scott Shepherd e Martina Monroe

### Trama
Nonostante i numerosi tentativi di riappacificazione, Izzy si rifiuta di perdonare Emma, dopo la sua fuga. Ben, il padre di Izzy, vuole conoscere Jack e per questo decide di uscire a cena con lui e la figlia.

## Tieni a freno le ovaie
- Titolo originale: Hold Onto Your Ovaries
- Diretto da: Sara St. Onge
- Scritto da: John Scott Shepherd

### Trama
Emma fa un tentativo azzardato per riconquistare Izzy e rivelarle di essere incinta, durante la festa di lancio della rivista di Carmen. Nina intanto, esauriti i suoi numerosi appuntamenti, decide di uscire con Shaun.

## Lo strano fascino del latte macchiato
- Titolo originale: The Insidious Lure of Pumpkin Spice
- Diretto da: Sara St. Onge
- Scritto da: Natalie Renée Shepherd

### Trama
Jack, Izzy ed Emma, dopo essere tornati insieme, sono indecisi sul loro futuro. Nel mentre Dave e Carmen sono costretti a cercare una baby-sitter che si occupi delle loro due figlie.

## Due str**i e la marionetta depressa
- Titolo originale: Asshole, Other Asshole, and the Depressive Muppet
- Diretto da: Sara St. Onge
- Scritto da: John Scott Shepherd

### Trama
Carmen e Dave trovano un compromesso per le loro figlie e Izzy confessa a suo padre di sentirsi tradita, dopo la decisione di Emma e Jack di andare a Seattle. Nina invece, dopo il ritorno di Andy, si trova indecisa tra quest'ultimo e Shaun.

## Tu sei tu e io sono io
- Titolo originale: You Be You And I'll Be Me
- Diretto da: Sara St. Onge
- Scritto da: John Scott Shepherd

### Trama
Jack ed Emma decidono di tornare da Izzy, dopo la scelta di Emma di abbandonare il lavoro a Seattle.